# Mitjman Panin
Mitjman Panin (russisk: Мичман Панин) er en sovjetisk spillefilm fra 1960 af Mikhail Sjvejtser.

## Medvirkende
- Vjatjeslav Tikhonov som Vasilij Panin
- Nikolaj Sergejev som Nikolaj Vasiljevitj Sergejev
- Nikita Podgornyj som Vedernikov
- Leonid Kuravljov som Pjotr Kamusjkin
- Ivan Pereverzev som Ivan Grigorjev